# Neuhofen im Innkreis
Neuhofen im Innkreis ist eine Gemeinde in Oberösterreich im Bezirk Ried im Innkreis im Innviertel mit 2529 Einwohnern (Stand 1. Jänner 2025). Die Gemeinde liegt im Gerichtsbezirk Ried im Innkreis.

## Geographie
Neuhofen im Innkreis liegt auf 464 m Höhe im Innviertel. Die Ausdehnung beträgt von Nord nach Süd 7,1 km, von West nach Ost 3,9 km. Die Gesamtfläche beträgt 15,7 km². 10,2 % der Fläche sind bewaldet, 79 % der Fläche sind landwirtschaftlich genutzt.

### Gemeindegliederung
Das Gemeindegebiet umfasst folgende Ortschaften (in Klammern Einwohnerzahl Stand 1. Jänner 2025):
- Auleiten (164)
- Baumbach (221)
- Baumgarten (17)
- Bergetsedt (30)
- Gobrechtsham (221)
- Grillnau (106)
- Hauping (32)
- Holzleiten (37)
- Hörzing (24)
- Kohlhof (45) (früher Kolhof) samt Rödt
- Langstraß (506)
- Leinberg (23)
- Neuhofen im Innkreis (811)
- Niederbrunn (31)
- Oberleinberg (6)
- Ponneredt (109)
- Rettenbrunn (20)
- Spießberg (113)
- Wiesen (13)

| Ortschaften          | frühe urkundliche Erwähnungen |
| -------------------- | --- |
| Auleiten             | – |
| Baumbach             | 1470, 1513, 1516, 1526 Pänpach |
| Baumgarten           | 1438 Ponbarten, 1507 Paungarten |
| Bergetsedt           | 1470 Perichtolczöd, 1513 Perichtotzöd, 1580 Pertladtsedt |
| Gobrechtsham         | 1140 Tagen de gotprehtesheim, 1140 Degeno de Gotprehtesheim, 1150 Bernhardus de Gotbrestheim, 1324 Gopprehtshaim, 1350 Gotprechtz,-Gopprechtzheim, 1470 Gopprechtczhaym, 1498 Gotpretshaim, 1513, 1526 Goprechtshaym, Gotprechtshaim, 1544 Goppertsham, 1569 Goprechtsham |
| Grillnau             | 1508 Grillenau, 1532 Grillnnau, 1579 Grillnau |
| Hörzing              | 1513 Herzogenn, 1589 Herczogen |
| Hauping              | 1111 quarum nomina sunt...habbingen, 13. Jh. Heppinge, 1324 Happingen, 1383 halbz gut datz Hawpping, 1470 Haupping, 1513, 1526, Hauping |
| Holzleiten           | 1438 Holtzleiting, 1470 Holczleuten, 1513, 1526 Holztleuten, 1500 Holztlleitten, 1576 Mitter Holzleiten |
| Langstraß            | 13. Jh. in Strazze iuxta Merinpach, 1400 Langenstrazz, 1513, 1526 Lanngstrass, 1548 Lanngenstrass, 1787 Landstrass |
| Leinberg             | 1448 Nider Leinberg, 1460 Leinperg, 1470 Lein-, Leynperg, 1494 Leimperg, 1510 Oberlinperg, 1513 Leinperg, 1580 Lienperg, 1605 Leinperg |
| Neuhofen im Innkreis | 1190 in villa nevwenhouen, 1360 ze Nevnhofen, 1387 zwayer guetlein zw Newnhoven, 1397 Neuhofen, 1470 Neunhofen, 1478 Newnhoffen, 1513, 1526 Neunhofen, 1580 Neonhoven |
| Niederbrunn          | – |
| Ponneredt            | 1470 Paneröd, 1513 Paneröd, 1526 Paneröder, 1532 Pannderöder, 1566 Paneroedt, 1802 Ponared |
| Rödt                 | 1513, 1526 auf der Reth |
| Rettenbrunn          | 1438 Rotenprun, 1452 Rötenprunn, 1470 Roten-, Rötenprunn, 1492 Rottenprunn, 1513 Rotnprun, 1599 Röttenbrunn, 1655 Rettenprunn, 1683 Rotenbrunn |
| Spießberg            | 1388 pei Spiesperig in Mernpekcher pfarr, 1470 Spiesperg, 1513 Spiesperg, 1655 Spiessberg |
| Wiesen               | – |

### Nachbargemeinden
| Mehrnbach                    | Ried im Innkreis                            |           |
|                              | Kompassrose, die auf Nachbargemeinden zeigt | Hohenzell |
| Lohnsburg am Kobernaußerwald | Schildorn                                   | Pattigham |

## Geschichte

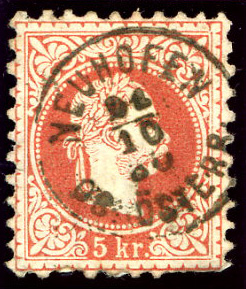
Neuhofen Ob.Österr. 1880

### Name
Neuhofen (lat. nova Curia). Der Ortsname setzt sich aus der Bezeichnung Neu und dem Begriff Hof, das ein bäuerliches Haus- und Wiesengelände bezeichnet, zusammen. Das zugehörige Eigenschaftswort und die Bezeichnung für die Einwohner lautet Neuhofner und nicht, wie gelegentlich zu beobachten, Neuhofener.
Um 550 nach Christus wird das Gebiet erstmals durch die Bajuwaren und in weiterer Folge von den Franken besiedelt. Die heutigen Ortschaften Hauping und Gobrechtsham zeugen von dieser Zeit.

### Mittelalter
Erste Hinweise auf den heutigen Namen datieren zurück ins Jahr 1140. Im Übergabsbuch des Stiftes Reichersberg findet sich zu dieser Zeit ein Vermerk über „Hainricus de Nuinhouen“ sowie „Tagen de Gotprethesheim“.

### Neuzeit
Seit Gründung des Herzogtums Bayern war der Ort bis 1779 bayrisch und kam nach dem Friede von Teschen mit dem Innviertel (damals 'Innbaiern') zu Österreich. Es entstehen die beiden Katastralgemeinden Neuhofen und Gobrechtsham. Während der Napoleonischen Kriege wieder kurz bayrisch, gehört es seit 1814 wieder zu Oberösterreich.

### 20. Jahrhundert
Nach dem Anschluss Österreichs an das Deutsche Reich am 13. März 1938 gehörte der Ort zum Gau Oberdonau. Nach 1945 erfolgte die Wiederherstellung Oberösterreichs.
Am 17. November 1944 gegen Mittag flog eine amerikanische Bomberstaffel mit viermotorigen Boeing B-17 „Flying Fortress“ einen Angriff auf eine Kolonne von Wehrmachtsfahrzeugen, die gerade im Gemeindegebiet verweilten. Insgesamt 23 250-Kilogramm-Sprengbomben wurden abgeworfen, wobei sie das eigentliche Ziel, die Wehrmachtsfahrzeuge, verfehlten. Neben dem damaligen Dallingerhaus wurden die Südseite der Kirche, der Friedhof sowie das Gemeindeamt schwer beschädigt. Hausdächer und Fensterscheiben im Ortszentrum gingen ebenfalls zu Bruch. Es gab weder Verletzte oder Tote. Der Großteil der Bomben detonierte in angrenzenden Feldern und Wiesen.

### Bevölkerungsentwicklung
| Jahr | Einwohnerzahlen |
| ---- | --------------- |
| 1869 | 987             |
| 1880 | 1.063           |
| 1890 | 977             |
| 1900 | 959             |
| 1910 | 1.089           |
| 1923 | 1.060           |
| 1934 | 1.130           |
| 1939 | 1.097           |

| Jahr | Einwohnerzahlen |
| ---- | --------------- |
| 1951 | 1.172           |
| 1961 | 1.116           |
| 1971 | 1.322           |
| 1981 | 1.498           |
| 1991 | 1.786           |
| 2001 | 2.125           |
| 2011 | 2.221           |

¹ Quelle: Statistik Austria

## Kultur und Sehenswürdigkeiten

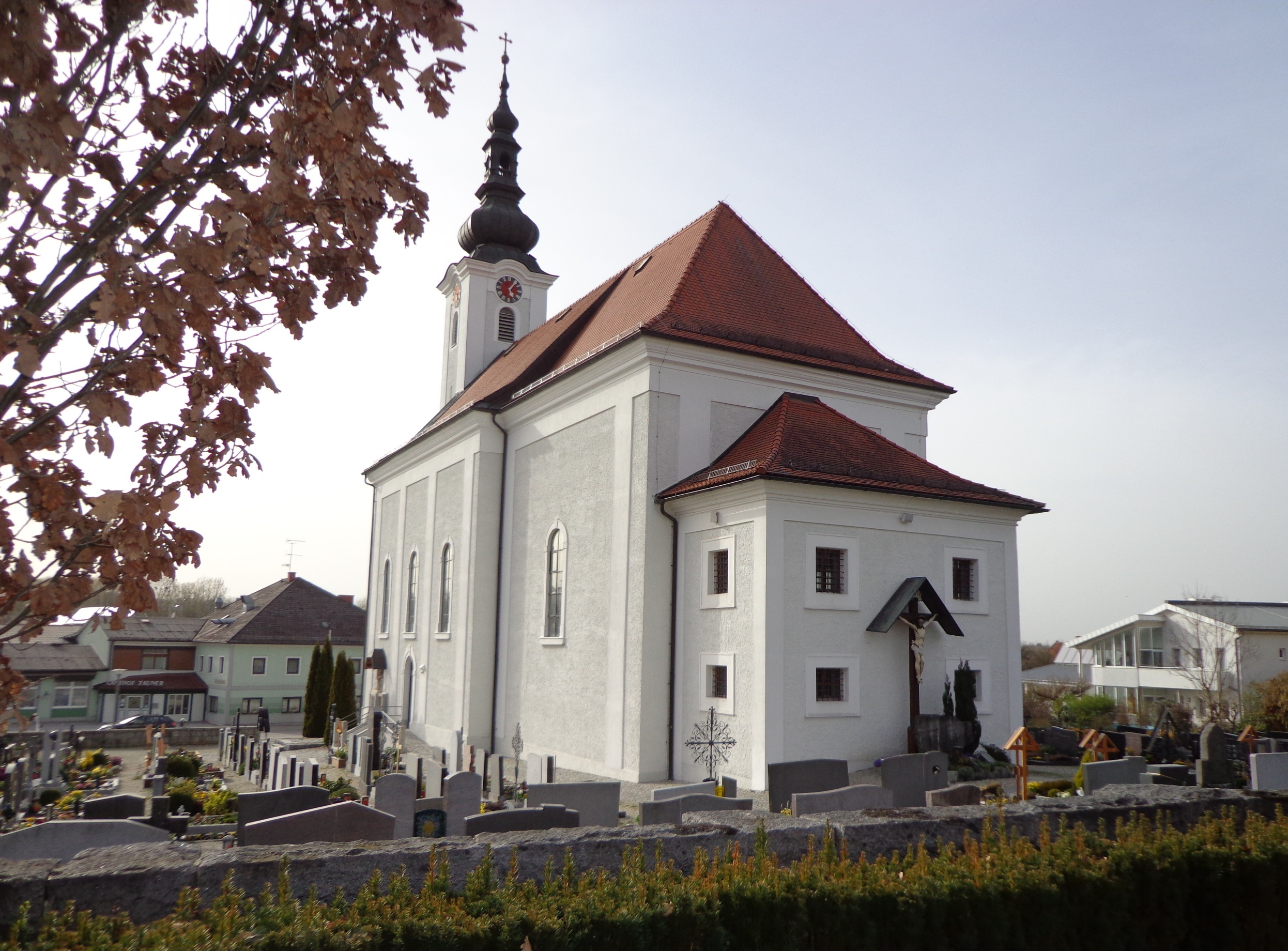
Pfarrkirche Neuhofen im Innkreis

- Katholische Pfarrkirche Neuhofen im Innkreis hl. Nikolaus

### Musikverein
Der Musikverein Neuhofen im Innkreis hat zirka 51 aktive und 430 unterstützende Mitglieder (Stand: Oktober 2011). Anlässlich des 135-jährigen Bestehens (1875–2010) organisierte der Verein von 25. bis 27. Juni 2010 das Bezirksblasmusikfest. Zudem gibt es immer wieder diverse Auftritte wie Marschwertungen und das traditionelle Frühjahrskonzert.

### Sport
Für Sportinteressierte gibt es die Reitsportanlage Bartlgut und den Union-Sportverein Neuhofen im Innkreis mit den Zweigvereinen (Erwachsenen-)Fußball, Fair Players, Tennis und der Sektion Stockschützen.
Die Kampfmannschaft des USV Neuhofen spielt seit dem erstmaligen Aufstieg 2023/2024 in der Landesliga West des Oberösterreichischen Fußballverbands, die 1b Mannschaft spielt in der 2. Klasse West.

### Vereine und Aktivitäten
In Neuhofen gibt es neben Sport- und Musikverein noch einen Alpenverein, eine Chorgemeinschaft (Männerchor, gemischter Chor), eine Goldhaubengruppe, die Gesunde Gemeinde, einen Imkerverein, eine Jägerschaft, einen Pfarrgemeinderat, drei Sparvereine (Neuhofen, Kohlhof, Grill AG), einen Seniorenbund, sowie die Landjugend Mehrnbach/Neuhofen.

## Wirtschaft und Infrastruktur

### Verkehr
Die wichtigsten Bundesstraßen durch das Ortsgebiet sind die Frankenburger Bundesstraße sowie die Salzburger Bundesstraße. An der Gemeindegrenze zu Ried im Innkreis verläuft auch ein Teilstück der Umfahrungsstraße Ried. Ein Geh- und Radweg verbindet die Bezirkshauptstadt Ried im Innkreis mit dem Ortskern von Neuhofen. Zu Fuß benötigt man für diese Strecke ca. 25 Gehminuten, mit dem Fahrrad ist man in ca. 10 Minuten im Stadtzentrum.
Der nächstgelegene Bahnhof ist der Hauptbahnhof Ried im Innkreis.

### Soziale Einrichtungen
Als soziale Einrichtungen sind anzuführen: Kindergarten, Volksschule, Pfarrheim, Betreutes Wohnen, Arztpraxis, Jugendtreff sowie Gemeinde- und Standesamt.

### Feuerwehr
Die Freiwillige Feuerwehr Neuhofen im Innkreis wurde 1883 gegründet und besteht aus den Feuerwehren Neuhofen und Kohlhof. 1954 wurde das erste motorisierte Feuerwehrfahrzeug angeschafft, das bis 1980 in Betrieb war. Abgelöst wurde es durch ein Löschfahrzeug des Typs LFB-A, welches bis 2009 im Einsatz war. Im Jahr 2000 wurden ein Kommandofahrzeug sowie ein Löschfahrzeug des Typs TLF 2000 in Dienst gestellt. Das im Jahre 2000 angeschaffte Kommandofahrzeug wurde im Jahr 2013 ausgemustert und gegen ein, in Eigenmittel beschafftes, neues Fahrzeug des Typs Mercedes Sprinter getauscht. Das alte Kommandofahrzeug war nach dem Verkauf durch die FF Neuhofen direkt im Anschluss im Hochwassereinsatz in der Stadt Schärding im Einsatz. Im Mai 2009 wurde der Fuhrpark mit einem Kleinlöschfahrzeug KLF erweitert. Im Jahr 2000 wurde das neue Feuerwehrhaus eingeweiht, das zusammen mit dem Gemeindebauhof erbaut und genutzt wird.
Die Freiwillige Feuerwehr Kohlhof wurde 1905 gegründet. Nach Anschaffung der ersten Motorspritze im Jahr 1937 folgte 1958 ein so genannter Traktorzug. 1976 und 1984 wurde jeweils ein Kleinlöschfahrzeug angeschafft. Der im Jahr 2009 begonnene Neubau des Feuerwehrhauses der Freiwilligen Feuerwehr Kohlhof ist bis auf Weiteres behördlich gestoppt, da es bei der Bauausführung zu Abweichungen von den genehmigten Bauplänen gekommen ist.
1981 sowie 2009 wurden die Bezirksfeuerwehrfeste von der Freiwilligen Feuerwehr Neuhofen im Innkreis organisiert.

### Gastronomie und Beherbergung
Im Gemeindegebiet stehen insgesamt 4 Wirtshäuser sowie eine Jausenstation (Ortsteil Baumbach) für Gäste zur Verfügung. Fremdenzimmer für Übernachtungen werden ebenfalls angeboten. Als Besonderheit gilt die Übernachtung in einem sogenannten Troadkasten (Getreidekasten).

### Nahversorgung
Für die Nahversorgung stehen eine Raiffeisenbank sowie eine Fleischerei für die Bewohner zur Verfügung. Im benachbarten Ried im Innkreis stehen vielfältige Einkaufsmöglichkeiten zur Verfügung.

### Trinkwasserversorgung
Das Trinkwasser wird von einem neu errichteten Trinkwasserbrunnen sowie dem alten Brunnen am Leinberg für den Großteil des Gemeindegebiets gefördert. Die Ortschaften Auleiten und Spießberg beziehen ihr Wasser vom Brunnen St. Thomas.
Wasserstollen „Ramersberger“
Ein Wasserstollen (auch Kanat genannt) dient zur Gewinnung von Trinkwasser und kann als horizontaler Brunnen verstanden werden, der oberhalb der Verbrauchsstelle das Wasser aus wasserführenden Schichten sowie eintretendes Sickerwasser auffängt. In Oberösterreich sind rund 20 solcher Kanate bekannt, wenige noch in Betrieb. Einer davon, der Ramersberger Wasserstollen, befindet sich im Ortsteil Kohlhof, 2,5 km Luftlinie Westsüdwest vom Ortszentrum Neuhofen, bzw. ca. 50 Meter westlich der Bundesstraße Ried-Lohnsburg und 450 Meter westlich des Ramersberghofes. Der Wasserstollen wird auf ein Alter von 150 bis 400 Jahre geschätzt. Hinweise auf maschinelle Bohrungen oder Grabungen gibt es nicht.
In insgesamt zwei Begehungen (4. Juli 2002 und 13. Mai 2005) wurde der Wasserstollen erforscht. Die Gesamtlänge beträgt 200,2 Schrägmeter sowie 174 Meter in Horizontaldistanz. Das Gefälle beträgt vom Quelltopf bis zum Eingang 4,2 Meter bei ca. einem Meter Gangbreite sowie 1,35 bis 2 Meter Raumhöhe. Es befinden sich 45 kleine Nischen im Wasserstollen, die in ähnlicher Form aus früheren Erdställen bekannt sind. Die darin vorkommende Fauna besteht unter anderem aus folgenden Tierarten: Turmschnecke, Pseudoskorpion, Weberknecht, Assel, Tausendfüßer, Springschwanz, Bandfüßer, Schlupfwespe, Rennfliege, Köcherfliege, Zackeneule sowie Fledermaus.

### Kleinwasserkraftwerk

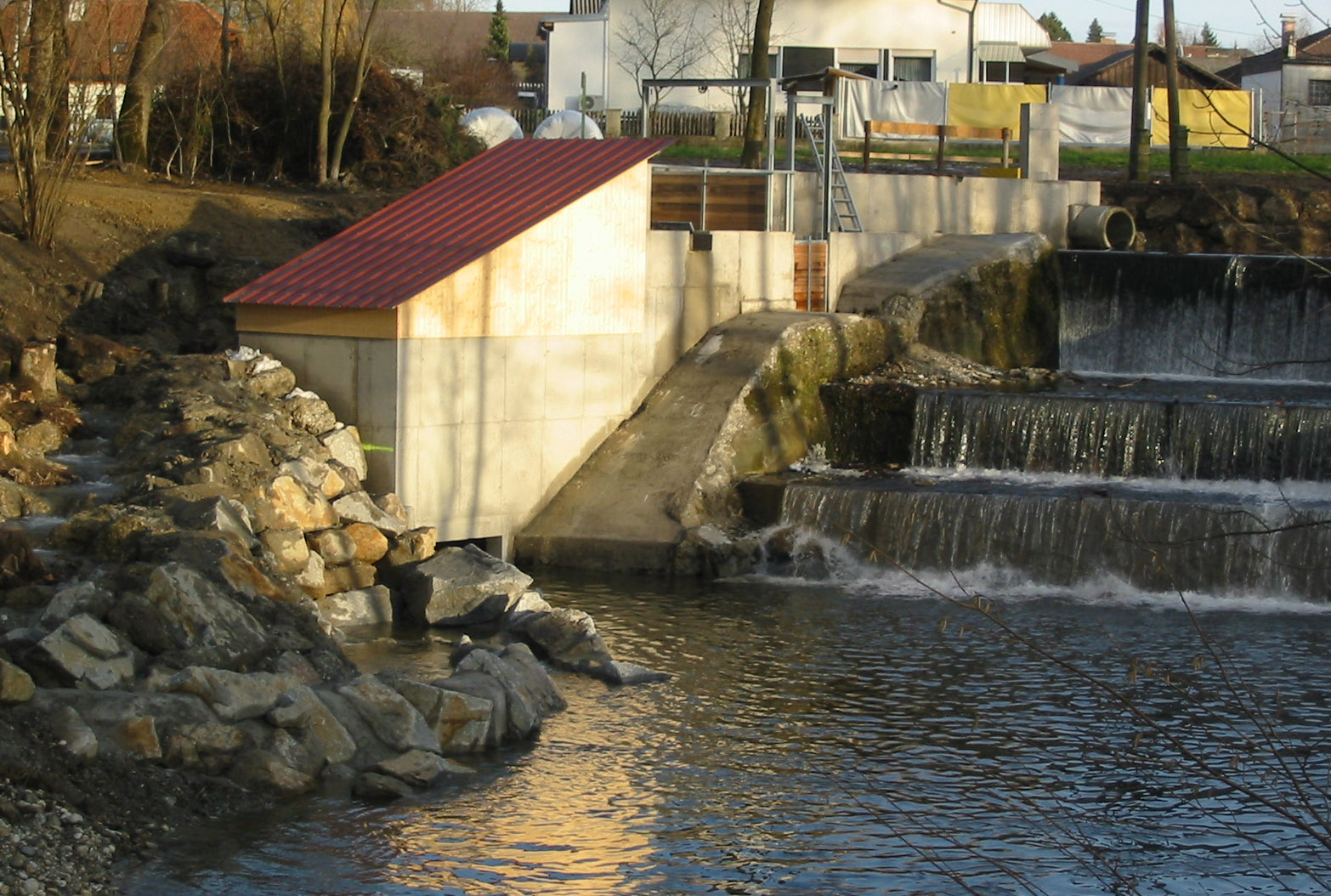
Wasserkraftwerk Neuhofen im Innkreis

Ein 2006 erbautes Klein-Wasserkraftwerk befindet sich im Bachverlauf der Oberach. Die Durchschnittsleistung der Turbine beträgt ca. 10 kWh. Das für den Betrieb notwendige Wasser wird an einer alten Wasser-Wehranlage entnommen und am Ende des Gefälles wieder in die Oberach rückgeführt. Der hier erzeugte Strom aus erneuerbaren Energien versorgt ca. 30 durchschnittliche Haushalte. Durch den Bau des Wasserkraftwerkes wurde auch die lange Jahre unterbrochene Fischwanderstrecke wieder geöffnet. Der Fischaufstieg ermöglicht jetzt wieder eine ungehinderte Verbindung in die oberhalb liegenden Teile des Baches.

### Aktuelle Bauprojekte

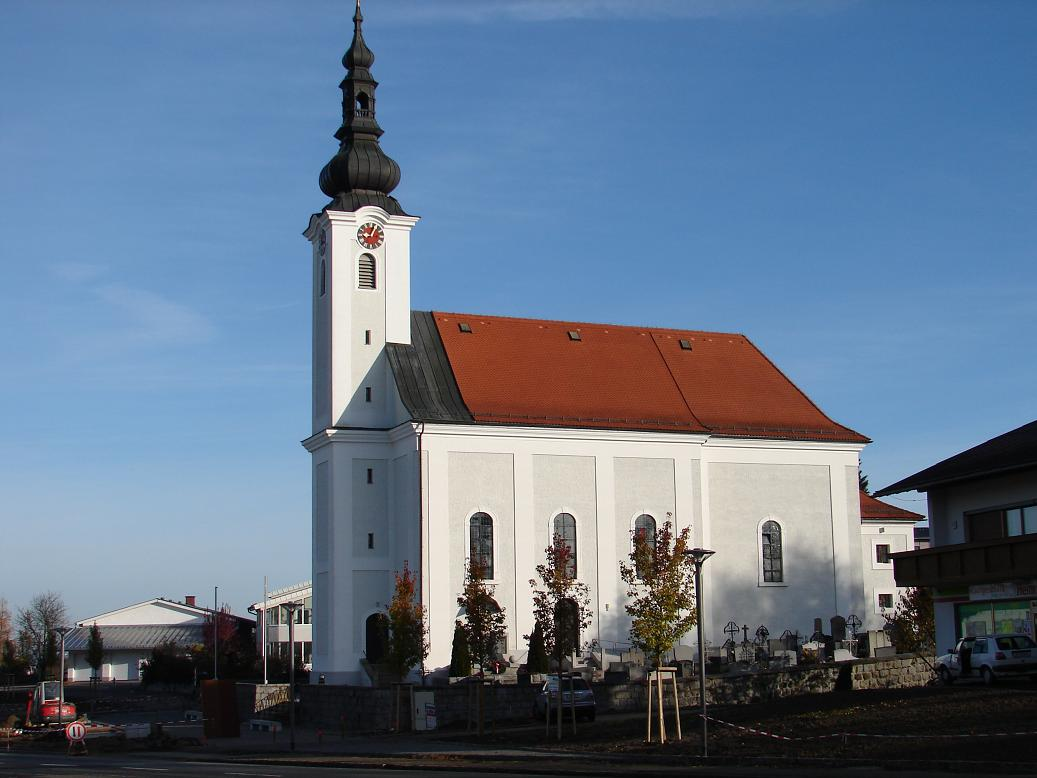
Neuer Dorfmittelpunkt

Im Spätsommer 2009 wurde mit der Erneuerung des Dorfplatzes sowie der Frankenburger Landesstraße (L509) im Ortsgebiet begonnen. Kern der Umbauten bildet der Ausbau bzw. die Verlängerung des bestehenden Radwegs ins Ortszentrum. Durch die Neugestaltung des Dorfplatzes wurden neue Parkplätze im Ortszentrum geschaffen, der Ortsmittelpunkt wird zur Kirche verlagert.
Die Umbauarbeiten des Gemeindeamtes wurden im Sommer 2009 bereits abgeschlossen. Es entstand ein zeitgemäßes Bürgerservice-Center der Gemeinde.
Die Generalsanierung der Dorfkirche wurde im Herbst 2009 abgeschlossen. Neben einer neuen Bestuhlung sowie der Erneuerung des Fußbodens wurden auch die wertvollen Bleiglasfenster restauriert.
Das Siedlungsneubaugebiet im Norden der Gemeinde wird stetig ausgebaut, der Zustrom von neuen Gemeindebürgern ist durch die Nähe zur Stadt Ried im Innkreis hoch.
Der im Jahr 2009 begonnene Neubau des Feuerwehrhauses der Freiwilligen Feuerwehr Kohlhof ist bis auf Weiteres behördlich gestoppt, da es bei der Bauausführung zu Abweichungen von den genehmigten Bauplänen gekommen ist.
Die Arztpraxis im Ort (ehemaliges Gemeinde- und Feuerwehrhaus) wird ab Jänner 2010 umgebaut und daher für die Dauer der Bauarbeiten bis ca. Anfang Juni 2010 in das Gebäude der Bank verlegt.

## Politik
Der Gemeinderat hat 25 Mitglieder.

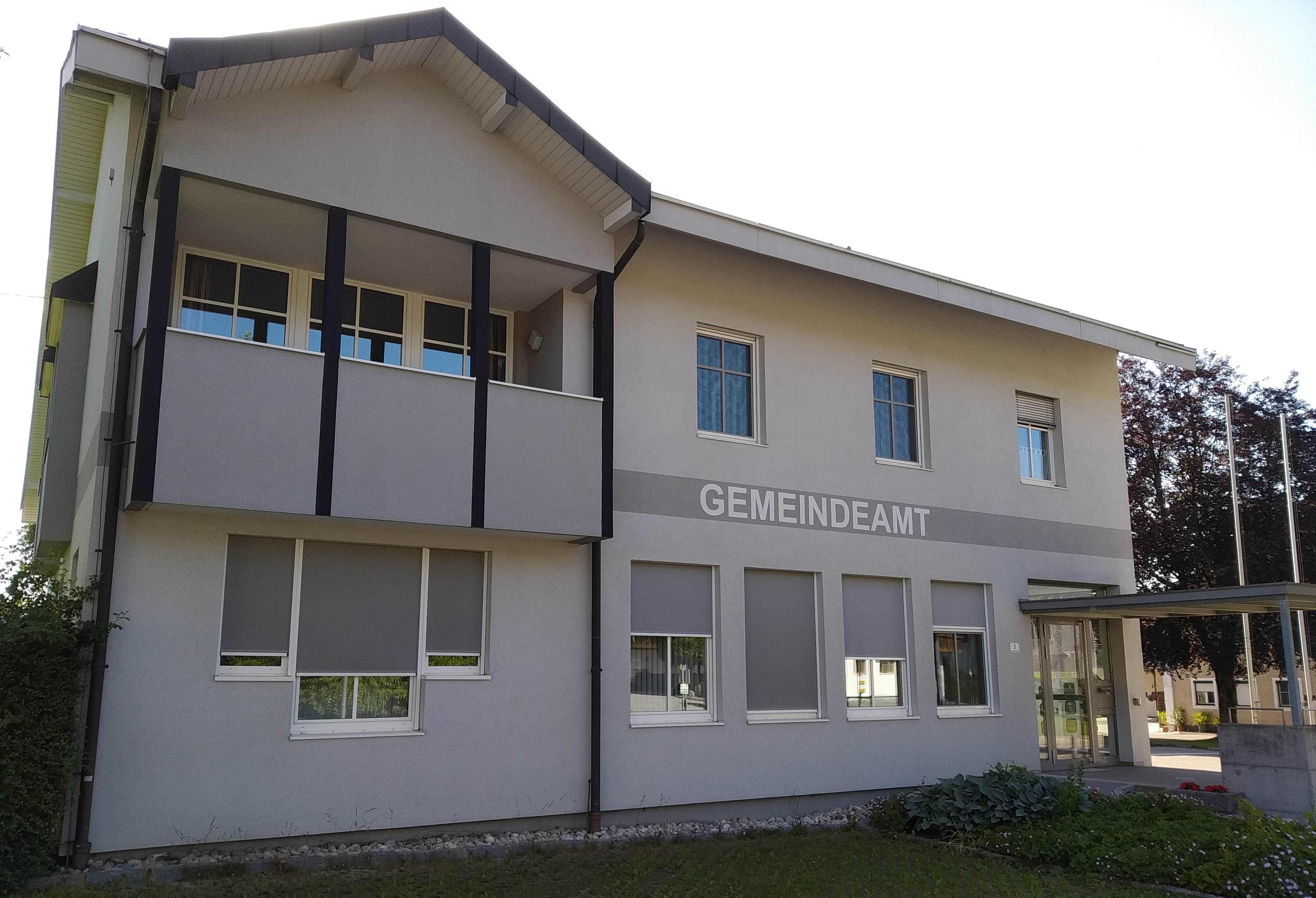
Gemeindeamt

- Mit den Gemeinderats- und Bürgermeisterwahlen in Oberösterreich 2003 hatte der Gemeinderat folgende Verteilung: 14 ÖVP, 9 SPÖ und 2 FPÖ.
- Mit den Gemeinderats- und Bürgermeisterwahlen in Oberösterreich 2009 hatte der Gemeinderat folgende Verteilung: 11 ÖVP, 6 SPÖ, 4 FPÖ und 4 GRÜNE.
- Mit den Gemeinderats- und Bürgermeisterwahlen in Oberösterreich 2015 hatte der Gemeinderat folgende Verteilung: 10 ÖVP, 7 FPÖ, 4 SPÖ und 4 GRÜNE.
- Mit den Gemeinderats- und Bürgermeisterwahlen in Oberösterreich 2021 hat der Gemeinderat folgende Verteilung: 12 ÖVP, 5 GRÜNE, 4 SPÖ und 4 FPÖ.[12][13]

### Bürgermeister
| Zeitraum  | Name des Bürgermeisters | Partei |
| --------- | ----------------------- | ------ |
| 1850–1861 | Georg Nagl              |        |
| 1861–1864 | Josef Baumann           |        |
| 1864–1867 | Jakob Diermair          |        |
| 1867–1870 | Josef Feichtinger       |        |
| 1870–1873 | Josef Leitner           |        |
| 1873–1876 | Franz Nagel             |        |
| 1876–1879 | Johann Augustin         |        |
| 1879–1885 | Georg Diermayr          |        |
| 1885–1894 | Josef Nagl              |        |
| 1894–1897 | Johann Brückl           |        |
| 1897–1900 | Johann Angleitner       |        |
| 1900–1903 | Johann Diermayer        |        |
| 1903–1906 | Johann Pühringer        |        |
| 1906–1912 | Mathias Fellner         |        |

| Zeitraum       | Name des Bürgermeisters | Partei |
| -------------- | ----------------------- | ------ |
| 1912–1918      | Johann Badegruber       |        |
| 1918–1919      | Jakob Knoglinger        |        |
| 1919–1924      | Franz Ecker             |        |
| 1924–1929      | Franz Höckner           |        |
| 1929–1932      | Engelbert Reinthaler    |        |
| 1932–1938      | Jakob Knoglinger        |        |
| 1938–1945      | Josef Diermaier         |        |
| 1945–1961      | Josef Emprechtinger     |        |
| 1961–1968      | Franz Diermayr          |        |
| 1968–1984      | Josef Posch             | ÖVP    |
| 1984–1996      | Johann Salhofer         | ÖVP    |
| 1996–2009      | Josef Hangler           | ÖVP    |
| seit Okt. 2009 | Johann Augustin         | ÖVP    |

Quelle: Gemeindeamt Neuhofen im Innkreis

### Wappen
Offizielle Beschreibung des Gemeindewappens (seit 9. Mai 1983 eigenständiges Wappen): Von Grün und Rot durch einen silbernen, mit einem blauen Wellenpfahl belegten Pfahl gespalten; rechts pfahlweise drei goldene Äpfel, links ein goldener, vom Unterrand des Schildes ausgehender Bischofsstab. Die Symbole sind den Attributen des hl. Nikolaus entnommen. Der in der Mitte des Wappens dargestellte blaue Wellenpfahl symbolisiert die Oberach, die das Gemeindegebiet von Süden nach Norden in die beiden annähernd gleich großen Katastralgemeinden Neuhofen und Gobrechtsham teilt. Die Gemeindefarben sind Grün-Gelb-Rot.

## Persönlichkeiten

### Söhne und Töchter der Gemeinde
- Sepp Riff (1928–2000), Kameramann und Fernsehproduzent

## Kurioses
Im Jahr 2007 fand zum ersten Mal das „Neuhofner QuietschEnten-Rennen“ statt. Hierbei können sich die Besucher im Vorfeld eine oder mehrere mit Losnummern versehene Gummi-Badeenten kaufen. Der Start des Rennens der ca. 4000 Gummienten ist am Wasserfall der Oberach, das Ziel an der Brücke am Sportgelände. Die Sieger erhalten wertvolle Preise. Diese Veranstaltung ist immer gut besucht, da der Sportverein als Veranstalter nicht nur für das Entenrennen, sondern auch für die Feierlichkeiten und die Siegerehrungen verantwortlich ist. Ehrengast beim Rennen 2009 war unter anderem der zweifache Paralympics-Sieger Thomas Geierspichler. 2007 waren unter anderem der Silbermedaillengewinner Ludwig Paischer und der Slalom-Weltcup-Sieger Reinfried Herbst Ehrengäste in Neuhofen.

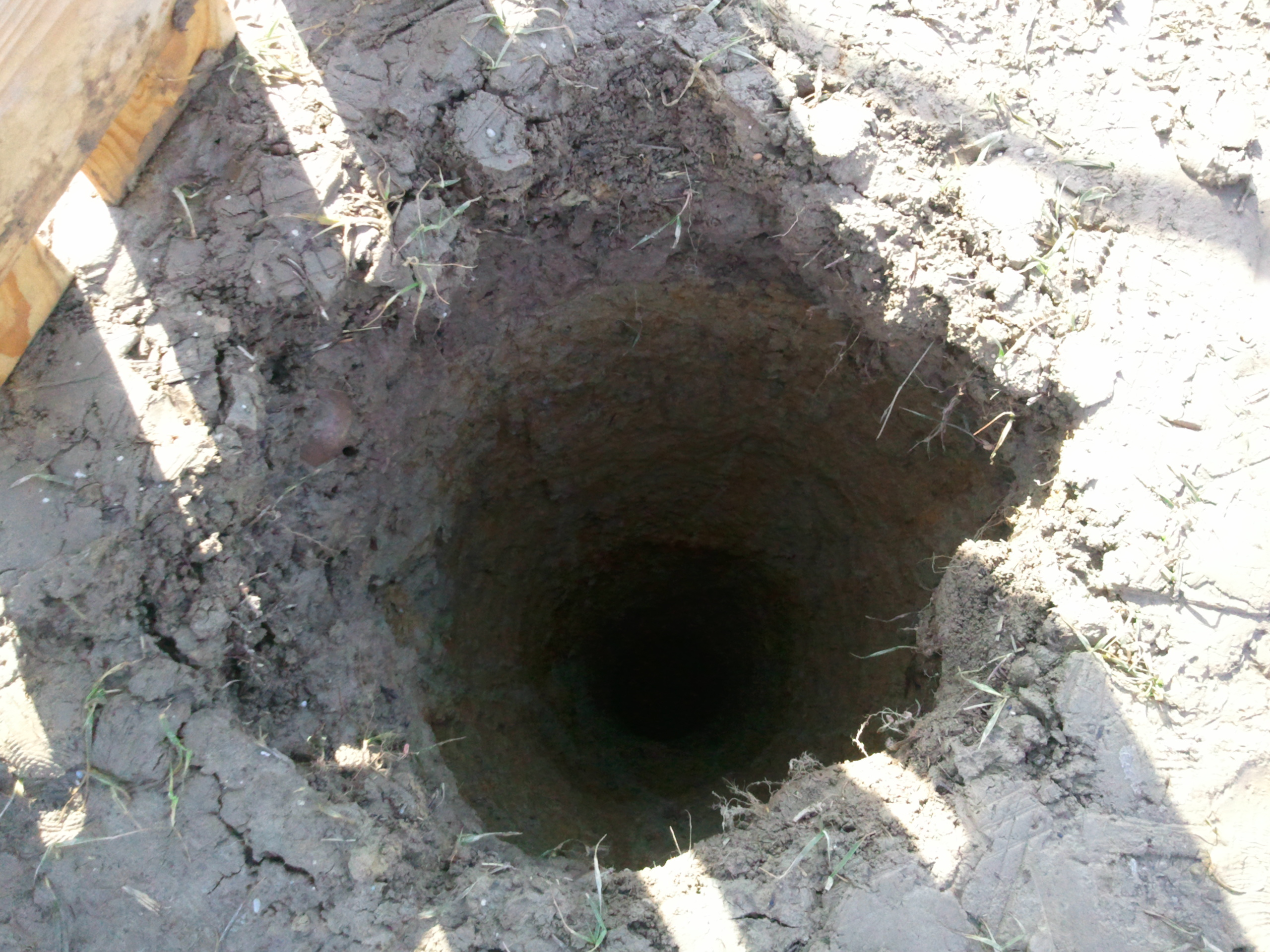
Mysteriöses Erdloch

Am 10. März 2012 wurde ein mysteriöses Erdloch im Gemeindegebiet entdeckt. Nach ersten Untersuchungen und vielen Spekulationen, woher dieses Erdloch kommen könnte wurde einige Tage nach dem Entdecken die Ursache erhoben. Es handelte sich um eine frühere Bohrung, die zum Auffinden von Erdöl diente. Die Verfüllung sackte ab, das Erdloch entstand. Das Erdloch von anfangs noch unbekannter Herkunft war ein Besuchermagnet und zog viele Schaulustige an.